# Вереще-Малі
Вереще-Малі (пол. Wereszcze Małe) — село в Польщі, у гміні Рейовець Холмського повіту Люблінського воєводства. Населення — 160 осіб (2011).

## Історія
За даними етнографічної експедиції 1869—1870 років під керівництвом Павла Чубинського, населення села порівну становили римо-католики та греко-католики, які розмовляли українською мовою.
У 1975—1998 роках село належало до Холмського воєводства.

## Демографія
Демографічна структура станом на 31 березня 2011 року:
|          | Загалом | Допрацездатний вік | Працездатний вік | Постпрацездатний вік |
| -------- | ------- | ------------------ | ---------------- | -------------------- |
| Чоловіки | 77      | 13                 | 59               | 5                    |
| Жінки    | 83      | 18                 | 44               | 21                   |
| Разом    | 160     | 31                 | 103              | 26                   |